# Charles Sands
Pour les articles homonymes, voir Sands.
Charles Edward Sands, né le 22 décembre 1865 et décédé le 9 août 1945, était un golfeur et joueur de tennis américain. Il a notamment remporté le titre olympique en golf à l'occasion des Jeux olympiques d'été de 1900 à Paris.
Au cours des Jeux olympiques de 1900, Sands a participé au tournoi de golf et de tennis, dans la première discipline il décroche la médaille d'or tandis que dans la seconde il est éliminé dès le premier tour en simple et en double. Huit années plus tard, il s'est aligné au jeu de paume aux Jeux olympiques d'été de 1908 mais est éliminé au premier tour.

## Jeux olympiques
- Jeux olympiques d'été de 1900 à Paris (France):
  -  Médaille d'or.